# Gefecht bei Waghäusel
Heckerzug (13. bis 27. April 1848):
Scheideck – Günterstal – Freiburg – Dossenbach
Struve-Putsch (21. bis 25. September 1848):    
Staufen
Badischer Militäraufstand (9. Mai bis 23. Juli 1849):
Heppenheim – Weinheim – Wald-Michelbach – Ludwigshafen – Käfertal – Ladenburg I – Hirschhorn – Waghäusel – Ladenburg II – Sinsheim – Ubstadt – Durlach – Murglinie – Gernsbach – Rastatt
Das Gefecht bei Waghäusel (auch Schlacht bei Waghäusel oder Gefechte bei Waghäusel und Wiesental) fand am 21. Juni 1849 bei dem zwischen Mannheim und Karlsruhe gelegenen nordbadischen Ort Waghäusel und bei Wiesental statt. In dem Gefecht standen sich die badische Revolutionsarmee und preußische Truppen gegenüber. Es war eines der entscheidenden Gefechte während der badischen Revolution und endete nach anfänglichen Erfolgen der Revolutionsarmee mit deren ungeordneter Flucht.

## Vorgeschichte
Als die deutschen Hegemonialmächte Preußen und Österreich die Verfassung der Frankfurter Paulskirche ablehnten, brach in Baden die dritte Revolution (Badische Revolution) aus. Neu an diesem Aufstand war, dass fast die ganze Badische Armee auf die Seite der aufständischen Revolutionäre wechselte. Mit Ausnahme des größten Teiles des Offizierkorps, das weiterhin zum Großherzog hielt, konnte die Revolutionsarmee auf den größten Teil der badischen Artillerie, Infanterie und Kavallerie zurückgreifen. Den badischen Aufständischen stand zusammenfassend eine Armee mit etwa 45.000 Soldaten zur Verfügung, zudem fiel die Festung Rastatt mit deren kompletten Waffen- und Munitionsvorräten in die Hände der Aufständischen. Die Stellen der Offiziere wurden von engagierten Unteroffizieren besetzt, was aber naturgemäß Probleme mit sich brachte: So mangelte es der Revolutionsarmee vor allem an erfahrenen und fachkundigen militärischen Führern. Des Weiteren waren nur etwa 40 bis 50 Feldgeschütze einsatzbereit. Befehlshaber der Revolutionsarmee war der spätere US-General Franz Sigel. Er wurde nach seiner Verwundung im Juni 1849 abgelöst von General Ludwik Mierosławski. Seine Gegner waren Verbände aus Preußen, Bayern, Hessen und Nassau. Ihnen standen drei Armeekorps mit etwa 70.000 Mann und 126 Geschützen zur Verfügung. Anfang Juni kam es in Hessen zu ersten Gefechten, in denen die Revolutionstruppen den Gegnern erhebliche Verluste zufügen konnten.
Um im Auftrag des Deutschen Bundes den Aufstand in der Pfalz und in Baden niederzuschlagen, hatte Preußen im Mai 1849 zwei improvisierte Armeekorps unter dem Oberkommando des Prinzen von Preußen aufgestellt. Die Führung des Ersten der beiden Korps lag bei Moritz von Hirschfeld, Chef seines Stabes war Oberstleutnant Albrecht von Roon.
Zwischen dem 11. und 18. Juni besetzte Hirschfelds Korps von Norden und Westen aus „methodisch und behutsam“ die Pfalz, wozu auch der Entsatz der von bayerntreuen Offizieren gehaltenen Festung Landau am 18. Juni gehörte. Die von Daniel Fenner von Fenneberg organisierten pfälzischen Revolutionstruppen zogen sich nach Gefechten bei Homburg, Kirchheimbolanden, Dürkheim, Ludwigshafen und Rinnthal auf die aufständische badische Armee in der Neckargegend zurück. Diese stand bei Mannheim und Heidelberg dem preußischen Zweiten Korps unter Karl von der Groeben und dem Bundeskorps unter Eduard von Peucker gegenüber.
Hirschfeld griff sie zu ihrer Überraschung nicht in der Flanke an, sondern setzte am 20. Juni bei Germersheim über den Rhein und befand sich damit in ihrem Rücken. Sein Korps näherte sich Bruchsal, als die Hauptmacht der badischen Armee unter Ludwik Mierosławski die Vorhut seines linken Flügels angriff. Daraus entwickelte sich am 21. das Gefecht bei Waghäusel.

## Das Gefecht bei Waghäusel

Gedenktafel für die badischen Revolutionäre
Preußisches Denkmal
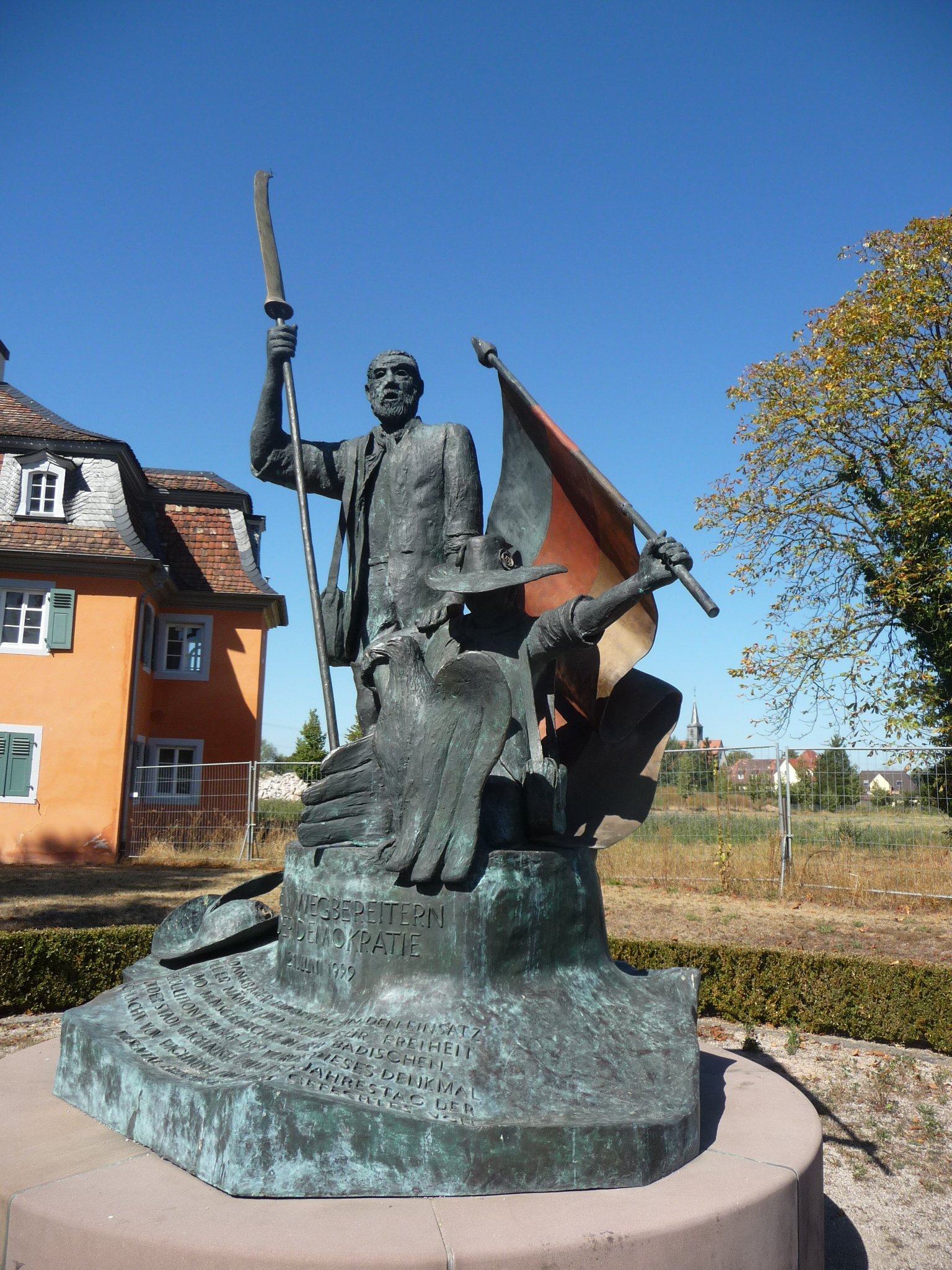
Denkmal für die badischen Revolutionäre an der Eremitage

Nach dem preußischen Rheinübergang wurde den Revolutionstruppen zwar der Befehl erteilt, den preußischen Brückenkopf wieder über den Rhein zu werfen, doch die badischen Truppen hielten sich zurück oder gaben gar weitere rechtsrheinische Stellungen kampflos auf. So sollten in einer Entscheidungsschlacht bei Waghäusel die Preußen von den badischen Truppen zerschlagen werden. Die Revolutionstruppen stellten den Gegner nahe der Marienwallfahrtskirche auf dem Gelände der Zuckerfabrik. Zahlenmäßig überlegen erreichten die Revolutionstruppen einen Sieg über die preußischen Invasoren, die sich daraufhin zurückzogen. Jedoch wurde die anschließende Verfolgung von den badischen Truppen zu früh abgebrochen. Als dann weitere Invasionstruppen über den Rhein setzten und die badische Armee damit überraschten, drohte den Revolutionären die Umschließung. Mieroslawski fiel der Rückzug umso schwerer, als er glaubte, nicht Moritz von Hirschfeld gegenüberzustehen, sondern dessen Bruder Alexander Adolf von Hirschfeld. Dessen Vorgehen gegen die polnischen Aufständischen unter dem Kommando Mieroslawsks hatte ihm im Jahr 1848 in der radikaldemokratischen Neuen Rheinischen Zeitung die Bezeichnung Schrapnell-General eingebracht. Mieroslawski sah in Alexander Adolf von Hirschfeld seither seinen „Todfeind“ und wollte bei Waghäusel an ihm Rache nehmen. Die Verwechslung von Moritz mit Adolf Alexander findet sich auch in der neueren Literatur.

## Folgen des Gefechtes
Mit Eilmärschen konnte in letzter Minute die Umschließung durch die Preußen verhindert werden. Man versuchte nun, an der Murg eine neue Verteidigungslinie, die sogenannte Murglinie, zu errichten. Da jedoch die eigene Stärke auf 20.000 Mann zusammengeschmolzen war und Desertionen und Disziplinlosigkeit exponentiell anstiegen, musste am 30. Juni nach einer Serie von Gefechten an der Murglinie angesichts der Übermacht von 60.000 Preußen auch diese Verteidigungsstellung aufgegeben werden. Die badische Revolutionsarmee konnte keinen zusammenhängenden Widerstand mehr leisten. In Einzelgefechten zogen sich die Reste in die Schweiz zurück.
Die Festung Rastatt hielt noch weitere drei Wochen stand, ehe sie sich der preußischen Übermacht angesichts der hoffnungslosen Lage am 23. Juli 1849 ergab.

### Darstellungen
- Badisches Landesmuseum Karlsruhe (Hrsg.): 1848/49. Revolution der deutschen Demokraten in Baden. Nomos Verlagsgesellschaft, Baden-Baden 1998, ISBN 3-7890-5201-9.
- Alfred Georg Frei, Kurt Hochstuhl: Wegbereiter der Demokratie. Die badische Revolution 1848/49. Der Traum von der Freiheit. Verlag G. Braun, Karlsruhe 1997, ISBN 3-7650-8168-X.
- Der Rhein-Neckar-Raum und die Revolution von 1848/49. Revolutionäre und ihre Gegenspieler. Hrsg. v. Arbeitskreis der Archive im Rhein-Neckar-Dreieck. Mit Beiträgen von Hans Fenske und Erich Schneider. Verlag Regionalkultur Ubstadt-Weiher, 1998. ISBN 3-929366-64-9
- Otto Wermuth: „Wir haben´s gewagt“, Die badisch-pfälzische Revolution 1849. Rombach Verlag, 1981, ISBN 3-7930-0367-1.
- Klaus Gaßner/Diana Finkele: Der Aufstand der badischen Demokraten. Verlag Regionalkultur, ISBN 3-929366-97-5
- Susanne Asche und Ernst Otto Bräunche (Hrsgb.): Die Straße der Demokratie. Info Verlag Karlsruhe 2007
- Frank Engehausen: Kleine Geschichte der Revolution 1848/49 in Baden. G. Braun Buchverlag, Karlsruhe 2010, ISBN 978-3-7650-8596-3
- Johann Philipp Becker, Christian Essellen: Geschichte der süddeutschen Mai-Revolution, Genf 1849, S. 316–320 online in der Google-Buchsuche
- Ludwig Häusser: Denkwürdigkeiten zur Geschichte der badischen Revolution, Heidelberg 1851, S. 584–592 online in der Google-Buchsuche
- Daniel Staroste: Tagebuch über die Ereignisse in der Pfalz und Baden im Jahre 1849. Ein Erinnerungsbuch für die Zeitgenossen und für alle, welche Theil nahmen an der Unterdrückung jenes Aufstandes. Band 1, Berlin 1852, S. 283–307 online in der Google-Buchsuche